# Szultán ad-Daula
Szultán ad-Daula (tudományos átiratban Sulṭān ad-Dawla, arab betűkkel سلطان الدولة), eredeti nevén Abu Sudzsá (tudományos átiratban Abū Šuǧāʿ, arab betűkkel أبو شجاع; Bagdad, 993 – 1024 decembere) a dajlami származású Buvajhidák dinasztiájának tagja, főemír és Fársz fejedelme volt.
Abu Sudzsá Bahá ad-Daula örököseként huszonhárom éves korában lépett trónra. Al-Kádir kalifától a Szultán ad-Daula („a dinasztia hatalma”) tiszteleti nevet kapta meg. Abu l-Favárisz nevű öccsét Kermán helytartójává tette meg, így a tartomány 968-as meghódítása óta először elszakadt Fársztól – igaz, a Kivám ad-Daula nevet felvevő Abu l-Favárisz eleinte lojális maradt fivéréhez. Apjához hasonlóan a fárszi Sirázban rendezte be a székhelyét, és elsősorban dajlami származású hadseregre támaszkodott. Az uralma alá tartozó területek nyugati határvidékén, Mezopotámiában egy másik fivérét, Abu Táhirt nevezte ki helyettesének Dzsalál ad-Daula néven. Bagdadban a tényleges hatalmat egy ideig az apjuk által kinevezett Fahr al-Mulk birtokolta, de őt 1016-ban kivégezték Szultán ad-Daula parancsára. Ekkor rövidesen kirobbantak a korábban nagy erőkkel elfojtott vallási villongások, amelyeket már nem lehetett megállítani. A sirázi fejedelem egy dajlami parancsnokot, bizonyos Ibn Szálihánt küldte a helyzet rendezésére, de az iráni zsoldosok megjelenése újabb konfliktusokhoz vezetett a bagdadi török hadsereggel.
Szultán ad-Daula végül 1018-ban személyesen vonult be Bagdadba, de a helyzet ettől sem javult, ráadásul Kivám ad-Daula a gaznavida Mahmúddal szövetségben megtámadta Fárszot. A fejedelem visszament Fárszba és kiverte a támadókat, majd ismét Mezopotámiába tette át a székhelyét, mindhiába. A török hadsereg 1021-ben rászorította, hogy legfiatalabb öccsét, Abu Ali Haszant ismerje el Irak királyának, és térjen haza Sirázba. A Musarrif ad-Daula nevet felvevő fivér mellett Dzsalál ad-Daula Baszra kormányzója maradhatott. Hamarosan háborúskodás kezdődött a fivérek között, amely során 1023 körül Fársz urának még Huzesztánról is le kellett mondania öccse javára, aki ettől kezdve a főemíri titulust is viselte, és nem ismerte el fivére főségét.
Szultán ad-Daula 1024 decemberében halt meg, a híradások szerint túlzott alkoholfogyasztás következtében. Sirázi trónját fia, Abu Kálídzsár örökölte, aki folytonos háborúskodással idővel vissza tudta szerezni Irakot és Kermánt, de a dinasztia megroppanását már nem tudta orvosolni.